# 岐阜大学応用生物科学部
岐阜大学応用生物科学部（ぎふだいがくかおうようかがくぶ）は、岐阜大学に設置される農学系学部の一つである。

## 概要
応用生命化学科、食農生命科学科、生物圏環境学科、獣医学科という4つの学科を設置。
前身は大正12年に設置された岐阜高等農林学校。
岐阜大学は中部地方の連合農学研究科の基幹校である。また、かつては東日本の連合獣医学研究科の基幹校でもあった。
環境社会共生体研究センター（旧流域圏科学研究センター）、糖鎖生命コア研究所、岐阜県食品科学研究所などと連携し、教育研究活動を行っている。

## 学科
応用生命化学科
- 生理活性物質学、生物有機化学、生体分子機能学、生物化学、比較生化学、応用微生物学、微生物化学、バイオマス代謝化学、天然物利用化学、腸管共生学、ソフトマテリアル化学、植物細胞工学、植物分子生理学、動物制御機構学、糖鎖生化学、細胞生物物理学、システム糖鎖生物学、糖鎖分析化学の各分野

食農生命科学科
- 園芸学、植物病理学、園芸植物栽培学、植物生産管理学、作物学、植物病原ゲノム学、植物遺伝育種学、菌類生態学、植物環境制御学、農村マネジメント学、動物栄養学、動物管理学、動物発生学、食品微生物学、食品加工学、食成分機能化学、食品流通工学、農産食品プロセス工学、食品免疫学、食品栄養学、ポストハーベスト生理学、食品安全解析学、食品発酵学の各分野

生物圏環境学科
- 森林動物管理学、水利環境学、流域管理学、昆虫生態学、森林生態学、動物保全繁殖学、動物ゲノム多様性学、森林生態遺伝学、施設環境工学、多様性保全学、動物進化遺伝学、野生動物資源学、農地環境工学、動物生態栄養学の各分野

共同獣医学科（6年制）
正式名称は、岐阜大学応用生物科学部・鳥取大学農学部共同獣医学科。

## 沿革[9]
- 1923年12月10日： 勅令第501号文部省直轄諸学校官制改正により岐阜高等農林学校設置。
- 1940年：獣医学科増設
- 1941年：附属家畜動物病院設置
- 1942年：農業土木工学科増設
- 1944年4月1日： 岐阜農林専門学校と改称 （3月28日付 勅令第165号）。
- 1947年：農産製造学科増設
- 1949年5月：岐阜大学創設、農学部設置。附属施設として農場、演習林を置く。
- 1951年：農業別科設置
- 1952年3月： 旧制岐阜農林専門学校、廃止。
- 1963年：家禽畜産学科増設
- 1966年：附属山地開発研究施設設置
- 1982年：附属農場を除いて岐阜市柳戸に移転
- 1985年：附属農場移転
- 1988年：獣医学科を除いた５学科（農学科、林学科、農芸化学科、農業工学科、家禽畜産学科）を、生物資源生産学科、生物生産システム学科、生物資源利用学科に改組。
- 1990年：大学院連合獣医学研究科（博士課程）設置
- 1991年：大学院連合農学研究科（博士課程）設置
- 1992年：大学院農学研究科（修士課程）農学専攻、林学専攻、農芸化学専攻、農業工学専攻、家禽畜産学専攻を、生物資源生産学専攻、生物生産システム学専攻、生物資源利用学専攻に改組。
- 1993年：附属山地開発研究施設を流域環境研究センターに改組
- 2004年：農学部（生物資源生産学科、生物生産システム学科、生物資源利用学科、獣医学科、附属農場、附属演習林、附属家畜動物病院）廃止。
- 2004年：応用生物科学部（食品生命科学課程、生産環境科学課程、獣医学課程、附属岐阜フィールド科学教育研究センター、附属動物病院）設置。
- 2007年：附属野生動物救護センター設置
- 2008年：大学院応用生物科学研究科（資源生命科学専攻、生物環境科学専攻）設置。
- 2009年：農業別科廃止
- 2009年：野生動物救護センターを野生動物管理学研究センターに改編。
- 2010年：比較がんセンター設置。
- 2011年：食品生命科学課程を応用生命科学課程に名称変更。
- 2013年：大学院応用生物科学研究科資源生命科学専攻、生物環境科学専攻を応用生命科学専攻、生産環境科学専攻に名称変更
- 2013年：岐阜大学応用生物科学部・鳥取大学農学部共同獣医学科設置。共同獣医学教育研究開発センター設置。
- 2015年：家畜衛生地域連携教育研究センター設置。
- 2016年：iCeMS岐阜サテライトや比較がんセンター等を再編し、生命の鎖統合研究センターを設置
- 2017年：工学研究科、応用生物科学研究科、医学系研究科再生医科学専攻を再編、自然科学技術研究科を設置
- 2025年4月：応用生命科学課程、生産環境科学課程を、応用生命化学科、食農生命科学科、生物圏環境学科に再編。2課程1学科より4学科体制へ。

## 附属施設・教育研究関連施設
- 岐阜フィールド科学教育研究センター
- 野生動物管理学研究センター
- 家畜衛生地域連携教育研究センター（GeFAH）
- 応用生物科学部附属動物病院

- 糖鎖生命コア研究所
- 環境社会共生体研究センター
- 先制食未来研究センター

## 同窓会
- 各務同窓会